# TS Galaxy Queens
Actualités
Les TS Galaxy Queens sont un club de football féminin sud-africain basé à Kameelrivier (en). C'est la section féminine de la TS Galaxy.

## Histoire
En 2021 et 2022, les TS Galaxy Queens remportent le championnat régional du Mpumalanga mais sont éliminées en play-offs nationaux et manquent donc la promotion en National Women's League (D1). Le président décide alors de racheter la licence d'une des équipes de D1, Vasco Da Gama. Les TS Galaxy Queens participent donc au championnat d'Afrique du Sud 2023. Le club réalise alors un recrutement massif, enrôlant des internationales sud-africaines comme Nomvula Kgoale (en), la meilleure buteuse de la saison précédente Mpumi Nyandeni (en), Mamello Makhabane (en) ou Nothando Vilakazi. Les Rockets parviennent à accrocher un match nul (1-1) pour leur première rencontre avec les Mamelodi Sundowns, championnes en titre.